# 佐々木順三
佐々木 順三（ささき じゅんぞう、1890年3月2日 - 1976年5月2日）は、日本の教育者、神学者、英文学者。

## 略歴
1890年（明治23年）に東京で三男として生まれる。兄の佐々木邦（慶應義塾大学,明治学院大学教授）は後に作家として業績を残している。東京帝国大学を卒業後、教師となり第六高等学校、第一高等学校などの教授を経て、1943年9月30日に都立高等学校校長となる。同高校校長を1946年6月29日まで務めた後に、立教大学総長に就任した。戦後の再建期において同大学の「建学の精神」を示し、キリスト教一貫教育を進めるべく新制高等学校、中学校、小学校を開設した。1954年にはキリスト教学校教育同盟理事長を務める。1955年6月まで立教学院院長として同法人の各学校長を兼務し、教育活動に従事した。後任は極東国際軍事裁判で弁護人を務めた松下正寿であった。社会福祉法人滝乃川学園理事などもつとめ、その後、1976年に86歳で他界した。

### 人物
佐々木順三は英文学者、キリスト教神学者としてリベラルな気風を持ち、軍国主義や全体主義とは一線を画していた。また、戦時中に校長を務めた旧制都立高等学校への回顧録では「真理と自由」、その実行方法としての「一般教養」について語っており、後に立教大学総長へ就任した際には以下のように述べている。
「思うに大学というものは頭のよい学生がたくさんそろっているばかりでは良い大学とはいえぬと思う。大学に真理の源たる神に対する敬虔な心が働いておらぬならば本当の大学ではない。立教の学生諸君が神を認めぬならば立教大学の存在の意義はない。聖書の言葉に「真理は汝に自由を得さす」というのがある。この意味において立教の抱負を高らかに謳って欲しい。私は微力である、総長の大役は加重である。けれど全てのことは愛の精神もて解決できると思う。」
このように彼はキリスト教神学に基づいた教育活動、そして「真理と自由」を探求する考えを度々示していた。

## 著書
- 『英国教会暦年の研究』（聖公会出版社, 1939）